# Ranunculus aberdaricus
Ranunculus aberdaricus Ulbr. – gatunek rośliny z rodziny jaskrowatych (Ranunculaceae Juss.). Występuje endemicznie w Kenii, w górach Aberdare. 

## Morfologia
PokrójBylina dorastająca do 20 cm wysokości.
LiścieLiście odziomkowe są trójlistkowe. W zarysie mają szeroko lub wąsko jajowaty kształt. Segmenty są klapowane i wyraźnie ząbkowane. Mierzą 1,4–2 cm długości oraz 2,2–2,5 cm szerokości. Boczne listki są siedzące. Pokryte są długimi włoskami po obu stronach powierzchni, orzęsione na brzegach. Ogonek liściowy ma do 13 cm długości.
KwiatySą pojedyncze. Działki kielicha są lekko owłosione na wewnętrznej powierzchni. Płatki są prawdopodobnie białe. Dorastają do 8 mm długości.

## Biologia i ekologia
Występuje na wysokości około 3000 m n.p.m.